# MBA (음악 그룹)
MBA는 대한민국의 힙합 크루다. 2017년 EP [Most Badass Asian]으로 정식 데뷔했다.

## 방송
- 사인히어 (2019) - Top4(3위)